# Manden med de ni Fingre IV
|  | Denne artikel er oprettet af botten PalnaBot ud fra en ekstern database. Den kan derfor have sproglige fejl eller mangler. Denne skabelon kan fjernes efter kontrol af indholdet. |

Manden med de ni Fingre IV er en film fra 1916 instrueret af A.W. Sandberg efter manuskript af A.W. Sandberg.